# Asphalt 3D
Asphalt 3D (укр. Асфальт 3Д) — перегонова відеогра 2011 року, розроблена та опублікована Gameloft у світі та Konami в Японії для портативної ігрової консолі Nintendo 3DS. Сьома велика гра серії Asphalt. Вона вийшла в Японії 10 березня 2011 року, в Європі 25 березня 2011 року, в Північній Америці 27 березня 2011 року і в Австралії 31 березня 2011 року. Одна з восьми стартових ігор для 3DS, опублікованих Ubisoft, і була представлена на виставці Electronic Entertainment Expo 2010 (E3 2010).
Портування гри для Apple iOS, Asphalt 6: Adrenaline, Asphalt 3D включає 17 трас, заснованих на реальних локаціях, і 42 ліцензовані спортивні автомобілі. Вона має кілька ігрових режимів, включаючи багатокористувацьку підтримку до шести гравців за допомогою локального бездротового зв'язку. Asphalt 3D отримала негативні відгуки, здебільшого через погане керування, численні технічні проблеми, погану візуальну складову та нестабільну частоту кадрів. Гра отримала оцінки 43% та 47% на Metacritic та GameRankings відповідно.

## Ігровий процес
Asphalt 3D — це перегонова гра, в якій гравець повинен маневрувати автомобілем, щоб змагатися з керованими комп'ютером водіями на різних трасах. За перемогу в перегонах гравці отримують нагороди, такі як модернізація автомобіля та очки досвіду, а досягнення вищих рівнів дозволяє їм використовувати кращі спортивні автомобілі для розблокування. У грі є 17 треків, заснованих на реальних локаціях, включаючи Сан-Франциско і Париж. У грі також представлено понад 40 ліцензованих спортивних автомобілів і мотоциклів від таких компаній, як Ferrari, Lamborghini, Aston Martin, Bentley, Maserati, BMW, Nissan, Audi й Ducati.
Гра має вісім ігрових режимів, включаючи «Кар'єра»; «Месник», режим ліквідації; режим «Високошвидкісна гонитва», натхненний Need for Speed, в якому гравець повинен обігнати поліційні машини; і багатокористувацький режим для шести гравців, що використовує локальну бездротову гру. Гра використовує акселерометр системи 3DS, який схожий на ігри серії Asphalt на платформах Apple iOS, і дозволяє гравцеві контролювати транспортний засіб, пересуваючи ігрову консоль, як рульове колесо.

## Розробка
Asphalt 3D була представлена на виставці Electronic Entertainment Expo 2010. Гра була включена Ubisoft до списку восьми ігор для 3DS, які вони планували випустити одночасно із запуском 3DS в Європі та Північній Америці. Гра вийшла в Японії 10 березня 2011 року, Північній Америці 27 березня 2011 року, Європі 25 березня 2011 року та Австралії 31 березня 2011 року. Asphalt 3D була прямим портом гри Asphalt 6: Adrenaline, яка була випущена для пристроїв на iOS.
Asphalt 3D містить 42 автомобілі, три з яких доступні на початку гри. В одному з інтерв'ю розробники заявили, що хочуть включити в гру «[...] найновіші, найшвидші й найдорожчі моделі 2011 року, в тому числі найдорожчий автомобіль у світі — Bugatti Veyron».

## Огляди
| Агрегатор    | Оцінка |
| ------------ | ------ |
| GameRankings | 47%    |
| Metacritic   | 43/100 |

| Видання                    | Оцінка    |
| -------------------------- | --------- |
| Famitsu                    | 28 з 40   |
| Game Informer              | 3.00 з 10 |
| GamePro                    | 2 з 5     |
| GameSpot                   | 5.5 з 10  |
| GamesRadar+                | 3 з 10    |
| GameTrailers               | 4.5 з 10  |
| IGN                        | 3.0 з 10  |
| Nintendo World Report      | 2 з 10    |
| Official Nintendo Magazine | 70%       |

Asphalt 3D отримала негативні відгуки від критиків, наразі вона має середній бал 47% на GameRankings та 43/100 на Metacritic, на основі 30 та 37 рецензій відповідно. Гра була описана критиками як «абсолютний жарт», «безлад з помилками» та «справді жахлива» через «жахливу фізику, жахливе управління та жахливу графіку», а також проблеми з частотою кадрів і збої в роботі.
Мартін Робінсон з IGN заявив, що «гра навіть не може потурбуватися про те, щоб плавно транслювати власний попередньо відрендерений вступ». GameTrailers, похваливши «пристойні моделі автомобілів», зазначили, що гра «страждає від нестабільної роботи, великої кількості спливаючих вікон, смішної анімації та слідів від шин, які пливуть над дорогою у 3D. Таке враження, що вона зроблена лише для того, щоб мати гарний вигляд на скриншотах». Джастін Тавелл з GamesRadar вважав, що «кутасті декорації нагадують N64». В огляді було сказано: «То що я можу сказати в підсумку? Це неповноцінний ремікс гри для iPhone за 39,99 фунта стерлінгів з поганим звуком, поганою графікою і приголомшливо недолугою логікою зіткнень. Це не тільки найгірша гра з лінійки ігор для 3DS, але й претендент на звання «найгірша гра всіх часів і народів». Гірша за Pen Pen. Гірша за Tama. Гірше навіть за Altered Beast. Уникайте». Співробітник Nintendo World Report Джош Макс поскаржився на відсутність у грі навчальних розділів і заявив, що вона «ніяк не відображає можливості Nintendo 3DS». У своєму посібнику для покупця автор NWR Метью Бландон і режисер Ніл Ронаґан заявили, що «коли є набагато кращі ігри цього жанру, а саме Ridge Racer 3D, навіщо витрачати гроші на гірший продукт, такий як Asphalt 3D?».